# Hubert Matynia
Hubert Matynia (Września, 4 novembre 1995) è un calciatore polacco, difensore dell'Olimpia Elbląg.

## Statistiche

### Presenze e reti nei club
Statistiche aggiornate al 21 dicembre 2019.
| Stagione              | Squadra               | Campionato            | Campionato | Campionato | Coppe nazionali | Coppe nazionali | Coppe nazionali | Coppe continentali | Coppe continentali | Coppe continentali | Altre coppe | Altre coppe | Altre coppe | Totale | Totale |
| Stagione              | Squadra               | Comp                  | Pres       | Reti       | Comp            | Pres            | Reti            | Comp               | Pres               | Reti               | Comp        | Pres        | Reti        | Pres   | Reti   |
| --------------------- | --------------------- | --------------------- | ---------- | ---------- | --------------- | --------------- | --------------- | ------------------ | ------------------ | ------------------ | ----------- | ----------- | ----------- | ------ | ------ |
| 2014-2015             | Pogoń Stettino        | EK                    | 23         | 0          | CP              | 2               | 0               | -                  | -                  | -                  | -           | -           | -           | 25     | 0      |
| 2015-2016             | Pogoń Stettino        | EK                    | 0          | 0          | CP              | 0               | 0               | -                  | -                  | -                  | -           | -           | -           | 0      | 0      |
| 2016-2017             | Pogoń Stettino        | EK                    | 13         | 0          | CP              | 0               | 0               | -                  | -                  | -                  | -           | -           | -           | 13     | 0      |
| 2017-2018             | Pogoń Stettino        | EK                    | 13         | 0          | CP              | 1               | 0               | -                  | -                  | -                  | -           | -           | -           | 14     | 0      |
| 2018-2019             | Pogoń Stettino        | EK                    | 29         | 0          | CP              | 1               | 0               | -                  | -                  | -                  | -           | -           | -           | 30     | 0      |
| 2019-2020             | Pogoń Stettino        | EK                    | 13         | 2          | CP              | 1               | 0               | -                  | -                  | -                  | -           | -           | -           | 14     | 2      |
| Totale Pogoń Stettino | Totale Pogoń Stettino | Totale Pogoń Stettino | 91         | 2          |                 | 5               | 0               |                    | -                  | -                  |             | -           | -           | 96     | 2      |
| Totale carriera       | Totale carriera       | Totale carriera       | 91         | 2          |                 | 5               | 0               |                    | -                  | -                  |             | -           | -           | 96     | 2      |